# Saint-André-le-Puy
Saint-André-le-Puy é uma comuna francesa na região administrativa de Auvérnia-Ródano-Alpes, no departamento de Loire. Estende-se por uma área de 8,66 km². Em 2010 a comuna tinha 1 559 habitantes (densidade: 180 hab./km²).